# Adeodat II.
Adeodat II., papa od 11. travnja 672. do 17. lipnja 676. godine. Nije se nikako isticao u političkim borbama, koje uznemirivahu Italiju i Franačku. Od njega su sačuvana samo dva dokumenti. On je, čini se, prvi papa, koji je datirao pisma po godinama pontifikata.